# إزيتمايب
إزيتمايب هو أحد أدوية تخفيض الكوليسترول يعمل عن طريق تقليل امتصاص الكوليسترول في الأمعاء. وهو الدواء الوحيد المستخدم والمصنف ضمن مثبطات امتصاص الكوليسترول.
في حالة عند تقبل المرضى لاستخدام أي دواء آخر من أدوية تخفيض الكوليسترول مثل الستاتينات أو الفايبرات فيمكن استخدامه وحده، أو يمكن استخدامه مع الستاتين عندما لا يتم الاستفادة من الستاتين وحده في تخفيض نسبة الكوليسترول.
على الرغم من تأثيره المؤدي إلى انخفاض مستويات الكوليسترول، فإن ابحاثا سريرية أجريت خلال عامي 2008 و 2009 أظهرت عدم تحقيق نتائج هامة سريريا من استخدامه، وكذلك أثبتت الدراسات أن استخدام دواء أقل كلفة بكثير مثل ناياسين قد يحقق نتائج أفضل. لذلك فقد اوصت الدراسات بعد اللجوء إلى استخدامه إلى كعلاج أخير.
من ناحية أخرى، فإن دراسات احدث اجريت عام 2010، أثبتت أن استخدام إزيتمايب مع أحد الستاتينات، مثل سيمفاستاتين أو رسيوفاستاتين أو أتورفاستاتين، سيؤدي إلى نتائج أفضل في خفض مستويات الدهون.

## الاستخدامات الطبية
اعتبارا من منتصف عام 2014, أوصت جمعية القلب الأمريكية / الكلية الأمريكية لأمراض القلب بإرشادات علاجية للأشخاص الذين يعانون من ارتفاع الدهون في الدم على أن يعالجوا باستخدام الاستاتين، توصي هذه المبادئ التوجيهية زيادة جرعة الاستاتين في قطاعات معينة من السكان لكنها لم تحدد التراكيز المستهدفة التي يجب الوصول إليها كما لم توصي باستخدام مخفضات الكوليسترول التي لا تنتمي إلى عائلة الاستاتين.
المبادئ التوجيهية الصادرة عن الجمعية الأوروبية لأمراض القلب / جمعية تصلب الشرايين الأوروبي, جمعية تصلب الشرايين اليابانية, المعهد الوطني للصحة والتفوق السريري, وجمعية تصلب الشرايين الدولية يوصون باستخدام إزتيميب باعتباره واحدة من عدة خيارات ثانوية للأشخاص الغير قادرين على تحمل الاستاتين أو الأشخاص الغير قادرين على الوصول إلى الأهداف المرادة من ال LDL ( وهو بروتين دهني منخفض الكثافة ) باستخدام الاستاتين وحدها .
بالرغم من أن دواء الايزيتمايب يقلل من كولسترول الLDL لم يظهر أن له أي تاثيرعلى النتائج مثل خطر الموت أو حصول حدث قلبي وعائي رئيسي مثل النوبة القلبية أو السكتة الدماغية, كانت فاعليته في الحد من تصلب الشرايين في التجارب السريرية غير متناسقة, تم فحص مسألة ما إذا كان إزتيميب يمكن أن يحدث فرقا في النتائج الرئيسية في تجربة ( ( IMPROVE-IT التي عملت على مقارنة العلاج باستخدام الايزيتمايب بعلاج وهمي (placebo) بالإضافة إلى برنامج علاجي مكثف من الستاتين للأشخاص الذين أصيبوا بأعراض قلبية حادة خلال الستة سنوات السابق. أظهرت النتائج أن إيزيتيماب قلل من خطر التعرض لحدث وعائي بنسبة 2%.
أشارت الولايات المتحدة إلى اعتبار ايزيتميب مكملا للاجراءات الغذائية ل :
- خفض مستويات الدهون في بعض الأشخاص الذين يعانون من فرط شحميات الدم الأولية، وحدها أو مع أدوية الستاتين;
- خفض مستويات الدهون في بعض الناس الذين يعانون من شحميات مختلطة، بالاشتراك مع فينوفايبرات;
- خفض مستويات دهون معينة في الأشخاص الذين يعانون من فرط كولسترول الدم العائلي المتماثل بالإضافة إلى ستاتين محددة;
- خفض مستويات دهون معينة في الأشخاص الذين يعانون من وجود السيتوستيرول المتماثل في الدم (سيتوستيروليميا [الإنجليزية]).

## موانع الاستعمال
موانع الاستعمال الاثنين للايزيتمايب هو وجود رد فعل حساسية سابقة بما في ذلك طفح جلدي، وذمة وعائية، والحساسية المفرطة، ومرض الكبد الحاد، خاصة عندما تؤخذ مع ستاتين.
وقد يكون للايزيتمايب تفاعلات خطيرة مع أدوية السيكلوسبورين والفايبراتس خلافا عن الفينوفيبرات.

## الآثار السلبية
من تفاعلات الادوية الضارة الشائعة (≥1% من المرضى) المرتبطة بالعلاج بالازيتمايب وتشمل: صداع و/أو الإسهال (إسهال دهني). الآثار المعاكسة النادرة (0.1 – 1% من المرضى) وتشمل: ألم عضلي و/أو رفع وظائف الكبد ( ALT/AST ) نتائج الاختبار. ونادراً (< 0.1% مرضى), قد تحدث تفاعلات فرط الحساسية (طفح جلدي، وذمة وعائية) أو آلام العضلات.
تم الإبلاغ عن حالات من مشاكل العضلات (آلام العضلات، انحلال الربيدات) ومسجلة كتحذيرات على ورقة وصف الأزيتيماب.

## آلية العمل
ازيتمايب يحول دون امتصاص الكوليسترول من الأمعاء, ويقلل من كمية الكولسترول المتاحة عادة لخلايا الكبد, مما يؤدي بهم لزيادة الامتصاص من الدورة الدموية وبالتالي تخفيض مستويات الكولسترول الجائل. الآلية الدقيقة غير معروفة، ولكن يبدو أن ايزيتمايب يمنع عمل الوسيط الجوهري من امتصاص الكوليسترول، بروتين نيمان بيك Niemann-Pick C1-like 1 (NPC1L1) الموجود على الخلايا الظاهرية في الجهاز الهضمي و كذلك في خلايا الكبد, يمنع عمل أمينوببتيداز N ويتدخل في عمل Caveolin 1-Annexin A2 الذي يعمل على توجيه مسار الكوليسترول.

## الحرائك الدوائية
في غضون 4-12 ساعة من تناول الايزتمايب عن طريق الفم من جرعة 10 ملغ للصائمين من البالغين، كان قد بلغ متوسط ذروة تركيزه في بلازما الدم (Cmax)3.4-5.5 نانوغرام/مل. وبعد تناوله عن طريق الفم، يمتص إزتيميب ويرتبط على نطاق واسع مع غلوكورونيد الفينول (المستقلب النشط). يصل تركيز الذروة (45-71 نغ/مل ) من إزتيميب-غلوكورونيد في غضون ساعة إلى ساعتين. تناول الغذاء المتزامن مع الدواء ( وجبات العالية الدهون مقابل الوجبات المنخفضة الدهون ) ليس له أي تأثير على مدى امتصاص إزتيمايب. ومع ذلك، التناول المتزامن مع وجبة عالية الدهون يزيد من تركيز الذروة للايزتمايب في الدم (Cmax) بنسبة 38%.لا يمكن تحديد التوافر الحيوي بشكل مطلق، لان إزتيميب غير قابل للذوبان في الوسط المائي المناسب للحقن. إزتيميب والمستقلب النشط مرتبطين بشكل عالى في بلازما الدم 90%.
يتم استقلاب إزتيميب أساسا في الكبد والأمعاء الدقيقة عن طريق اقترانه بالغلوكورونيد ومن ثم يتم فرزه عن طريق الكلى والقناة الصفراوية. يتم طرح كل من المركب الأصلي والمستقلب النشط من البلازما بحيث ينخفض تركيزهما إلى النصف خلال 22 ساعة، مما يسمح بتناوله كجرعة واحدة في اليوم. يفتقد ايزيتمايب لأي تأثير كبير مانع أو محفز على مماثلات الإنزيمات للسيتوكروم ب-450 ، مما يفسر العدد المحدود من تفاعلاته مع الادوية. ليس هناك حاجة إلى تعديل الجرعة في المرضى الذين يعانون من الفشل الكلوي أو القصور الكبدي الخفيف (الطفل-بيو يسجل 5_6)
بسبب عدم كفاية البيانات، لا توصي الشركة المصنعة باستخدام إزتيميب للمرضى الذين يعانون من اختلال كبدي معتدل إلى حاد (الطفل-بيو يسجل 7 _15). في المرضى الذين يعانون من اختلال كبدي خفيف، معتدل أو شديد، يزداد متوسط قيم المساحة تحت المنحنى من 1.7 أضعاف, 3- 4 أضعاف, و5- إلى 6 أضعاف، على التوالي، مقارنة مع الأشخاص الأصحاء.

## الأسماء التجارية
- وحده : إيزيترول (Ezetrol)، زيتيا (Zetia)، زينت (Zient)
- مع سيمفاستاتين : إنيجي (Inegy)، فايتروين (Vytorin)، أداكاي (Adacai)
- مع أتورفاستاتين : توريميب (Torimibe) [في الأرجنتين ]

## الاستخدامات
يستخدم كدواء لتخفيض الكوليسترول وكذلك في بعض أعراض ومشاكل أيض الدهونات.

## الجرعة
يستخدم عادة بجرعة 10 ملغ يوميا، وهي الجرعة المتوفرة للدواء المنتج وحده أو مع أدوية أخرى

## الأعراض الجانبية
الأعراض الجانبية تشمل :
- اضطرابات الجهاز الهضمي
- صداع
- تعب
- ألم عضلي

حالات نادرا من:
- آلام المفاصل
- تحسس من الدواء (مع ظهور أعراض طفح جلدي وتورمات وتأق)
- التهاب الكبد

حالات نادرة جدا من:
- التهاب البنكرياس
- الحصاة الصفراوية
- التهاب المرارة
- قلة الصفيحات
- ارتفاع مستوى كرياتين كاينيز
- مشاكل واضطرابات في العضلات الهيكلية